# 6-Stunden-Rennen von Silverstone 1976

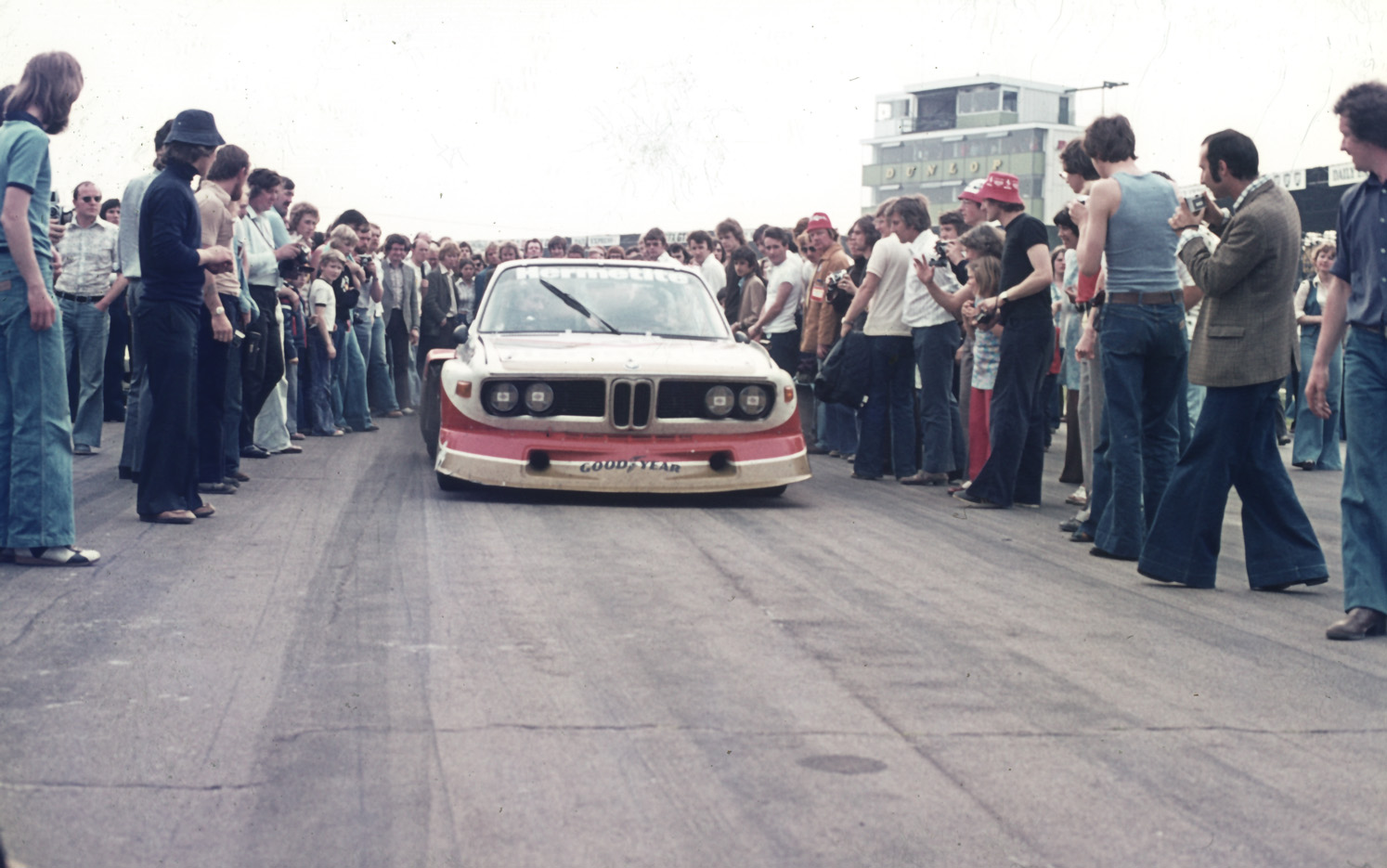
BMW 3.5 CSL; Siegerwagen von John Fitzpatrick und Tom Walkinshaw nach der Zieldurchfahrt

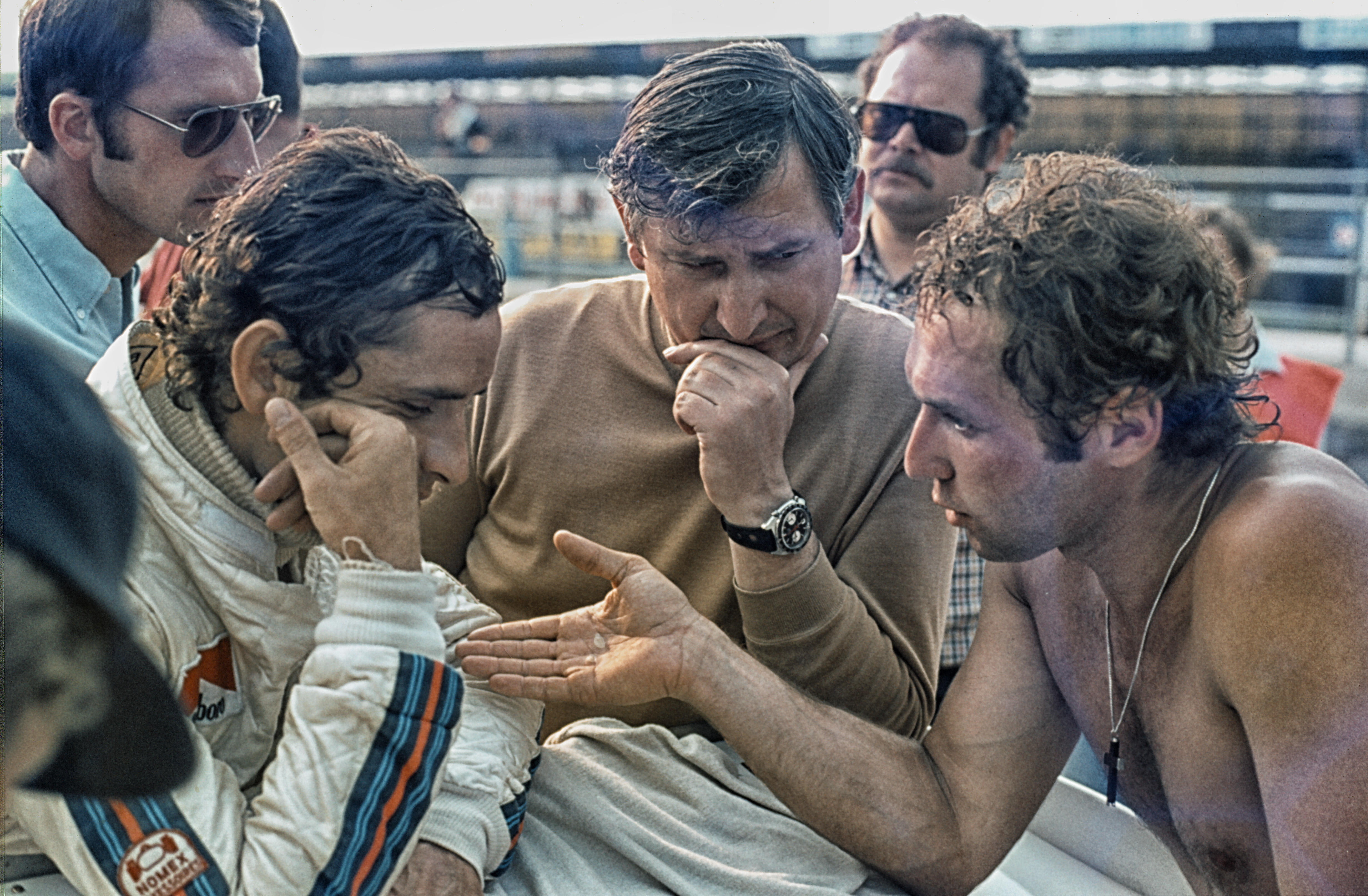
Die Porsche-Werksfahrer Jochen Mass (links) und Jacky Ickx (rechts). In der Mitte Porsche-Rennsportleiter Norbert Singer

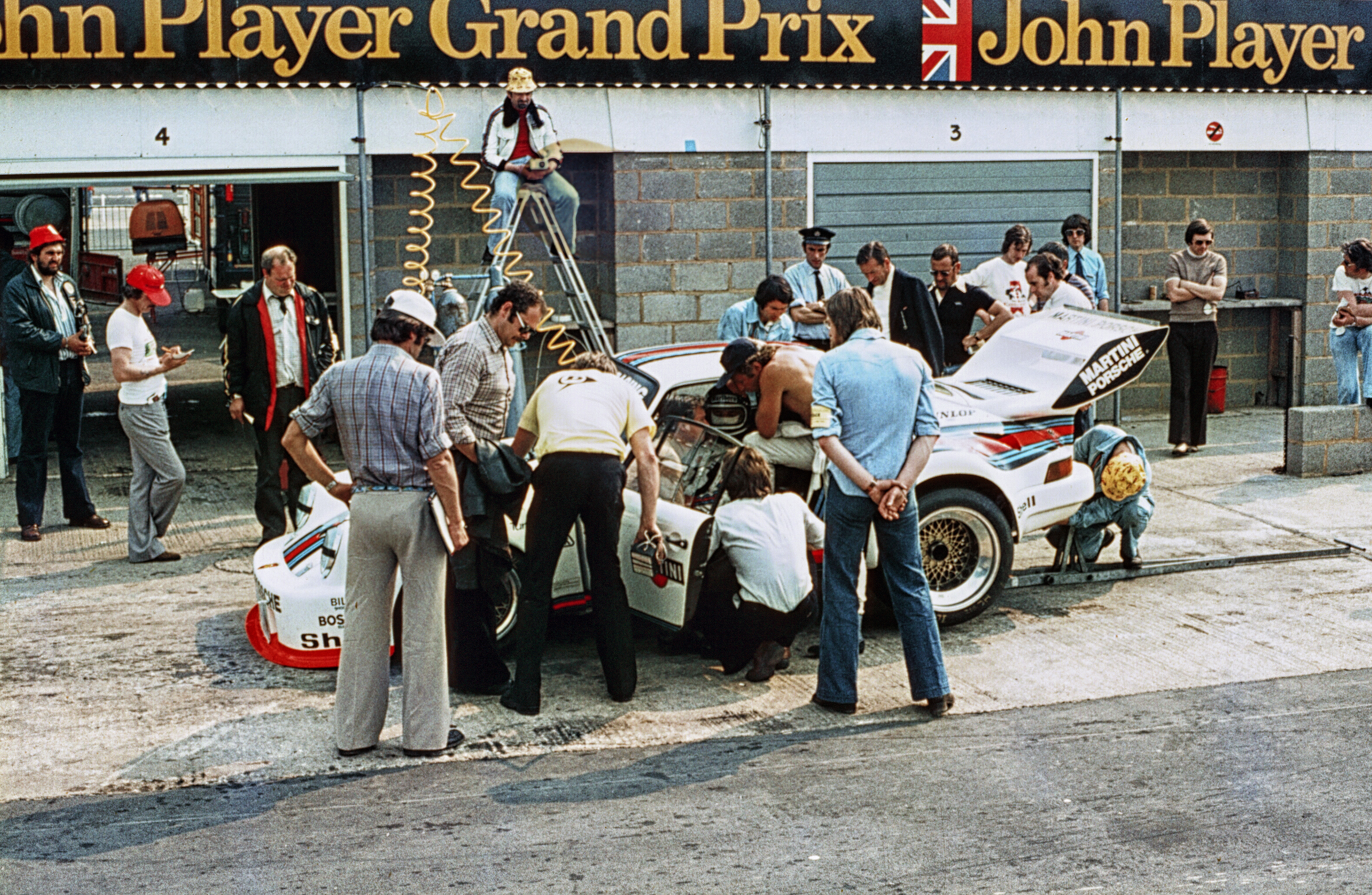
Boxenarbeit am Porsche 935 von Jochen Mass und Jacky Ickx

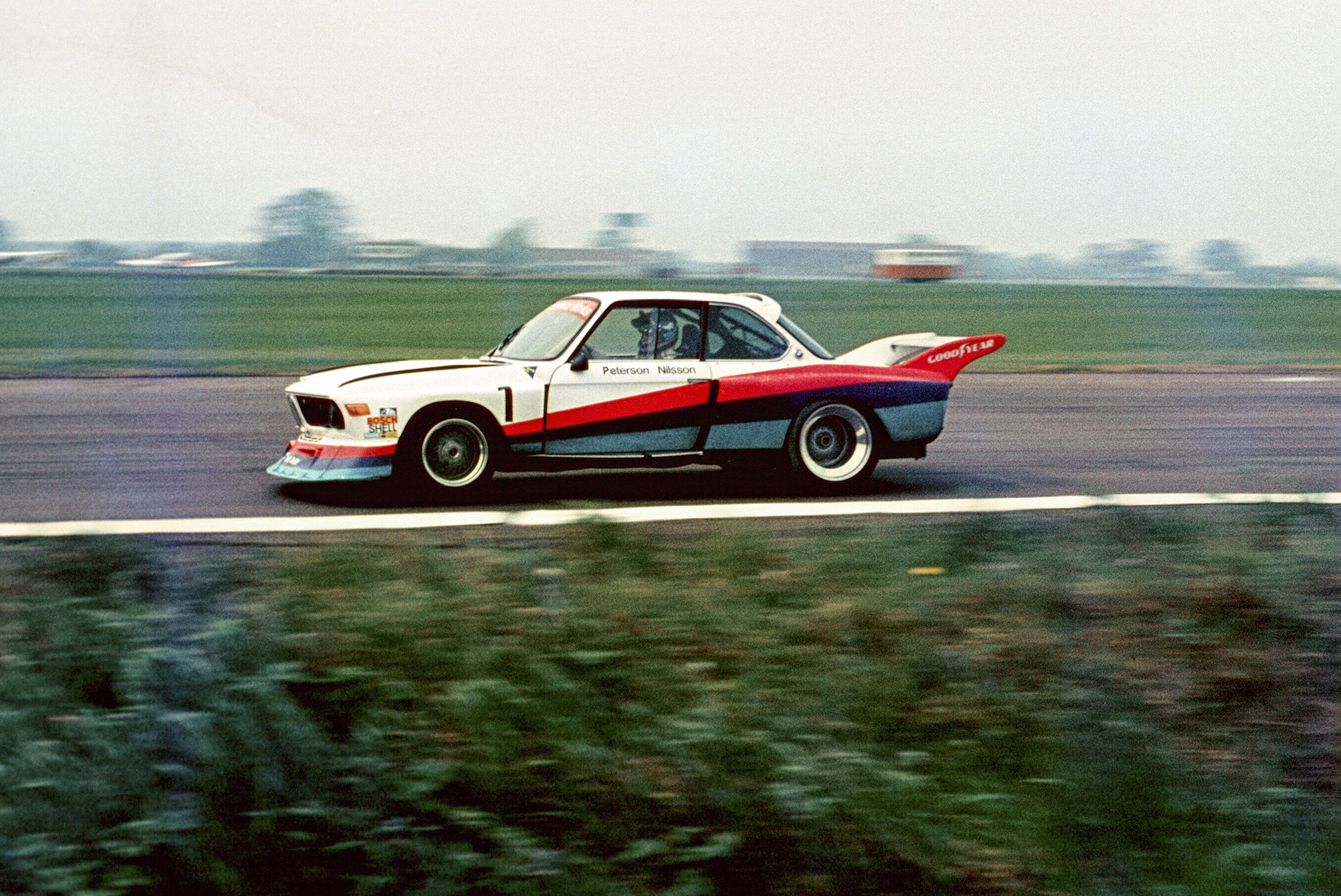
Ronnie Peterson im Werks-BMW 3.2 CSL Turbo

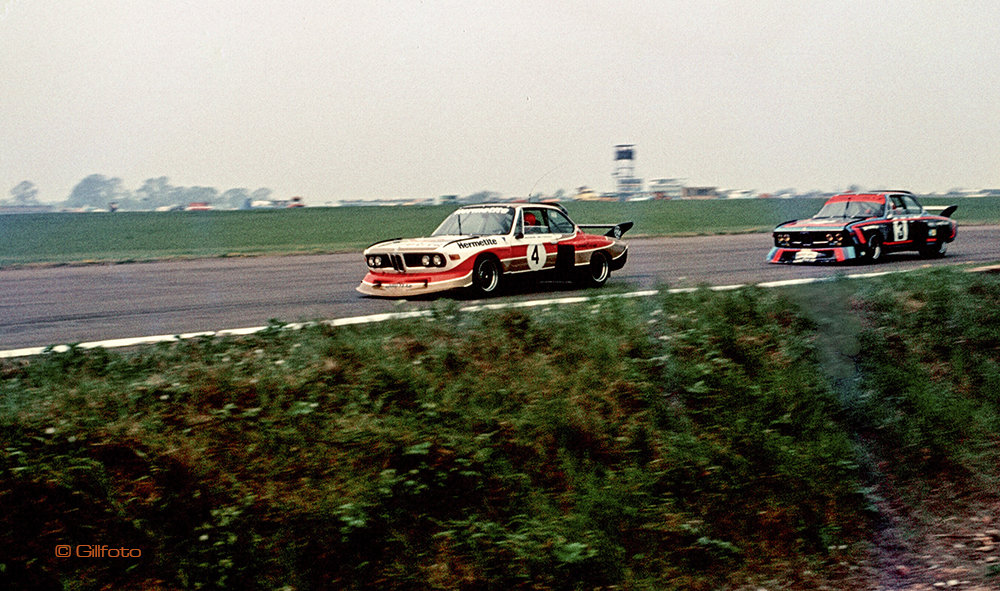
Der siegreiche BMW 3.5 CSL von Fitzpatrick und Walkinshaw vor dem viertplatzierten Alpina-3.5 CSL von Hughes de Fierlant und Harald Grohs

Das 6-Stunden-Rennen von Silverstone 1976, auch The World Championship For Manufacturers 6 Hours, Silverstone, fand am 9. Mai auf dem Silverstone Circuit statt und war der fünfte Wertungslauf der Sportwagen-Weltmeisterschaft dieses Jahres.

## Vor dem Rennen
Mit dem Rennen in Silverstone fand die Marken-Weltmeisterschaft 1976 ihre Fortsetzung. Zu Beginn der Saison war ein neues technisches und sportliches Reglement in Kraft getreten. Die Markenweltmeisterschaft wurde mit Produktionswagen der Gruppe 5 und parallel eine Sportwagen-Meisterschaft mit Sportwagen der Gruppe 6 ausgetragen. Für den GT-Motorsport war die Gruppe 4 ausgeschrieben worden. Die Meisterschaft begann im März mit dem 6-Stunden-Rennen auf dem Autodromo Internazionale del Mugello. Bereits beim ersten Lauf der Markenweltmeisterschaft kam es zum Wettkampf der beiden deutschen Hersteller Porsche und BMW, der mit dem Erfolg von Jochen Mass und Jacky Ickx im neuen Porsche 935 endete. Auch das 6-Stunden-Rennen von Vallelunga gewannen Mass und Ickx für Porsche.
Die folgenden beiden Wertungsläufe zählten zur Sportwagen-Meisterschaft. Auf dem Nürburgring siegte Reinhold Joest im Porsche 908/4 Turbo. In Monza gewannen Mass und Ickx im ebenfalls neuen Porsche 936.

## Das Rennen

### Teams, Fahrzeuge und Fahrer
Nach den Schwierigkeiten mit verschiedenen Privatteams beschloss der Vorstand der Porsche AG Ende 1975, künftig die Renneinsätze der Werkswagen wieder durch die hauseigene Rennabteilung abwickeln zu lassen. Nach Silverstone brachte das Team einen Porsche 935 für Jochen Mass und Jacky Ickx. Einen zweiten 935 meldete Porsche Kremer Racing für Hans Heyer und Bob Wollek. 
Bei BMW in München hatte man die neuen Regeln extrem ausgelegt. Mittels Vierventiltechnik und Turboaufladung erzielte der 3,2-Liter-Sechszylindermotor des BMW 3.2 CSL Turbo eine Motorleistung, wie sie vorher nur vom Turbomotor des Porsche 917/10 erreicht wurde: bis zu 590 kW. Durch das dabei entstehende enorme Drehmoment wurde die Belastungsgrenze des Getrag-Fünfganggetriebes überschritten, auch konnte die Leistung kaum auf den Boden gebracht werden. BMW-Werksfahrer Ronnie Peterson erklärte nach dem ersten Training, dass bei 250 km/h auf der Geraden noch immer die Räder beim Beschleunigen durchdrehten. Das ließ beträchtlichen Reifenverschleiß für das Rennen befürchten. Peterson, der in der Formel 1 wegen eines heftigen Streits mit Colin Chapman Lotus nach dem Großen Preis von Brasilien verlassen hatte und zu March wechselte, teilte sich das Cockpit des Werks-BMW 3.2 CSL Turbo mit seinem Landsmann Gunnar Nilsson. Nilsson hatte 1975 die Britische Formel-3-Meisterschaft gewonnen und wurde Petersons Nachfolger bei Lotus. Mit weit weniger Motorleistung als der Werkswagen mussten die drei privaten BMW 3.5 CSL auskommen. Den Hermetite-Wagen fuhren John Fitzpatrick und Tom Walkinshaw. Alpina meldete einen 3.5 CSL für Hughes de Fierlant und Harald Grohs sowie Schnitzer einen für Dieter Quester und Albrecht Krebs. Ein vierter 3.5 CSL, gemeldet von Jean-Claude Aubriet, verunfallte im Training.
Während der neue Gruppe-5-Chevrolet Camaro (Fahrer Reine Wisell und Stuart Graham) sein Renndebüt gab, wurde das erste Rennen des Lancia Stratos Turbo erneut verschoben. Lancia meldete zwar einen Wagen für Vittorio Brambilla und Carlo Facetti, erschien jedoch nicht zu Training und Rennen.

### Der Rennverlauf
Schnellster im Qualifikationstraining war Jochen Mass im Porsche 935 mit einer Zeit von 1:26,850 Minuten und einem Schnitt von 195,590 km/h. Er war damit knapp eine Sekunde schneller als Ronnie Peterson im Werks-BMW, der eine Zeit von 1:27,930 Minuten fuhr. Diese beiden Teams dominierten auch die Anfangsphase des Rennens, bis sich beim BMW erste Auflösungserscheinungen an den Reifen bemerkbar machten. Wie erwartet war der Reifenverschleiß groß. Schon nach zehn Runden musste Peterson zum ersten Mal zum Wechseln die Boxen ansteuern. Nach nur 43 gefahrenen Runden stoppte ein Getriebeschaden den BMW. Auch beim Werks-Porsche 935 gab es Probleme mit dem Getriebe, die den Wagen zu einigen ungeplanten langen Aufenthalten an die Boxen zwangen. Am Ende wurden Mass und Ickx mit 51 Runden Rückstand auf den Sieger als Gesamtzehnte gewertet.
Das Rennen gewannen John Fitzpatrick und Tom Walkinshaw im BMW 3.5 CSL. Da Walkinshaw am selben Tag bei einem Rennen zur Britischen Tourenwagen-Meisterschaft in Thruxton startete und auf einem Ford Capri II 3.0 auch gewann, konnte er nur die erste Stunde im Auto sitzen. Die restliche Zeit musste John Fitzpatrick fahren, der gegen Ende des Rennens viele Überholversuche von Bob Wollek im Porsche 935 abwehren musste. Er siegte nach einer Fahrzeit von 6 Stunden mit einem Vorsprung von 1,1 Sekunden auf Wollek.

## Ergebnisse

### Schlussklassement
| 1               | Gr. 5 | 4  | Hermetite BMW         | John Fitzpatrick Tom Walkinshaw                     | BMW 3.5 CSL         | 218 |
| 2               | Gr. 5 | 10 | Porsche Kremer Racing | Bob Wollek Hans Heyer                               | Porsche 935         | 218 |
| 3               | Gr. 5 | 16 | Egon Evertz           | Leo Kinnunen Egon Evertz                            | Porsche 934/5       | 216 |
| 4               | Gr. 5 | 3  | Alpina                | Hughes de Fierlant Harald Grohs                     | BMW 3.5 CSL         | 214 |
| 5               | GT    | 25 | Egon Evertz           | Lella Lombardi Heinz Martin                         | Porsche 934         | 206 |
| 6               | Gr. 5 | 54 | Jolly Club            | Martino Finotto Umberto Grano                       | Ford Escort         | 200 |
| 7               | GT    | 31 | Kenneth Leim          | Kurt Simonsen Kenneth Leim                          | Porsche Carrera RSR | 189 |
| 8               | Gr. 5 | 24 | Bob Neville           | Derek Worthington Bob Neville                       | MGB GT V8           | 185 |
| 9               | T     | 58 | Tony Brennan          | Tony Brennan Arthur Collier                         | Ford Escort RS2000  | 178 |
| 10              | Gr. 5 | 9  | Martini Racing        | Jacky Ickx Jochen Mass                              | Porsche 935         | 167 |
| Nicht klassiert |       |    |                       |                                                     |                     |     |
| 11              | T     | 57 | Ken Coffey            | Eric Mandron Ken Coffey                             | Ford Escort RS 2000 | 149 |
| Ausgefallen     |       |    |                       |                                                     |                     |     |
| 12              | Gr. 5 | 2  | Schnitzer             | Dieter Quester Albrecht Krebs                       | BMW 3.5 CSL         | 160 |
| 13              | GT    | 15 | Louis Meznarie        | Hubert Striebig Guy Chasseuil Anne-Charlotte Verney | Porsche 934         | 90  |
| 14              | GT    | 37 | John Cooper           | John Cooper Nick Faure                              | Porsche Carrera RSR | 90  |
| 15              | T     | 51 | Toyota Switzerland    | Manfred Schurti Walter Frey Paul Keller             | Toyota Celica       | 83  |
| 16              | Gr. 5 | 22 | Zip-Up Racing Team    | Reine Wisell Stuart Graham                          | Chevrolet Camaro    | 64  |
| 17              | Gr. 5 | 1  | BMW Motorsport GmbH   | Ronnie Peterson Gunnar Nilsson                      | BMW 3.2 CSL Turbo   | 43  |
| Nicht gestartet |       |    |                       |                                                     |                     |     |
| 18              | T     | 5  | Jean-Claude Aubriet   | Jean-Claude Depince Jean-Claude Aubriet             | BMW 3.5 CSL         | 1   |
| 19              | T     | 41 | John Markey Racing    | John Markey Wendy Markey                            | Mazda RX-3          | 2   |
| 20              | T     | 56 | Derek McMahon         | Alec Poole Derek McMahon                            | Ford Escort RS 2000 | 3   |

1 Unfall im Training
2 Motorschaden im Training
3 nicht gestartet

### Nur in der Meldeliste
Hier finden sich Teams, Fahrer und Fahrzeuge, die ursprünglich für das Rennen gemeldet waren, aber aus den unterschiedlichsten Gründen daran nicht teilnahmen.
| Pos. | Klasse | Nr. | Team               | Fahrer                                      | Chassis              |
| ---- | ------ | --- | ------------------ | ------------------------------------------- | -------------------- |
| 21   | Gr. 5  |     | Lancia Corse       | Vittorio Brambilla Carlo Facetti            | Lancia Stratos Turbo |
| 22   | GT     | 11  | Gelo Racing Team   | Tim Schenken                                | Porsche Carrera RSR  |
| 23   | GT     | 12  | Gelo Racing Team   | Toine Hezemans Clemens Schickentanz         | Porsche Carrera RSR  |
| 24   | GT     | 14  | Claude Haldi       | Claude Haldi Arturo Merzario                | Porsche Carrera RSR  |
| 25   | GT     | 32  | Joest Racing       | Reinhold Joest Jürgen Barth Eckhard Schimpf | Porsche Carrera RSR  |
| 26   | GT     | 34  | Marshall Wingfield | Gerry Marshall Willie Green                 | Porsche Carrera RSR  |
| 27   | T      | 40  | John Markey Racing | Wendy Markey Georgie Shaw                   | Mazda RX-3           |
| 28   | Gr. 5  | 55  | Martino Finotto    | Romeo Camathias                             | Ford Escort RS 2000  |

### Klassensieger
| Klasse | Fahrer           | Fahrer         | Fahrzeug           | Platzierung im Gesamtklassement |
| ------ | ---------------- | -------------- | ------------------ | ------------------------------- |
| Gr. 5  | John Fitzpatrick | Tom Walkinshaw | BMW 3.5 CSL        | Gesamtsieg                      |
| GT     | Lella Lombardi   | Heinz Martin   | Porsche 934        | Rang 5                          |
| T      | Tony Brennan     | Arthur Collier | Ford Escort RS2000 | Rang 9                          |

### Renndaten
- Gemeldet: 28
- Gestartet: 17
- Gewertet: 10
- Rennklassen: 3
- Zuschauer: unbekannt
- Wetter am Renntag: schwül und heiß
- Streckenlänge: 4,719 km
- Fahrzeit des Siegerteams: 6:00:00,000 Stunden
- Gesamtrunden des Siegerteams: 218
- Gesamtdistanz des Siegerteams: 1024,879 km
- Siegerschnitt: 170,813 km/h
- Pole Position: Jochen Mass – Porsche 935 (#9) – 1:26,850 = 195,590 km/h
- Schnellste Rennrunde: Jacky Ickx – Porsche 935 (#9) – 1:28,190 = 192,618 km/h
- Rennserie: 5. Lauf zur Sportwagen-Weltmeisterschaft 1976